# Cadeleigh
Cadeleigh – wieś w Anglii, w hrabstwie Devon, w dystrykcie Mid Devon. Leży 15 km na północ od miasta Exeter i 250 km na zachód od Londynu.